# 1720 en France
Chronologie de la France
- 1716
- 1717
- 1718
- 1719
- 1720
- 1721
- 1722
- 1723
- 1724

Cette page concerne l’année 1720 du calendrier grégorien.

## Événements
- 5 janvier : Law devient contrôleur général des finances[1].
- 20 janvier : les complices de Cartouche s’emparent d’un million trois cent mille livres d’actions du système de Law, lors d’un échange entre spéculateurs, rue Quincampoix[2].

- 2 février : fusion entre la Banque royale et la Compagnie des Indes est annoncée[3].
- 17 février : paix de La Haye. Fin de la guerre de la Quadruple-Alliance[4].
- 24 février : arrêt du Conseil portant réunion de la Banque royale à la Compagnie des Indes[5]. La fusion ordonnée par le gouvernement entre les divers éléments du système de Law provoque une crise de confiance. Les faibles revenus de la Compagnie du Mississippi rajoutent au discrédit. Entre février et octobre, toutes les actions sont vendues. L’effondrement des réserves après des conversions spectaculaires de billets en métaux précieux provoque l’écroulement de tout l’édifice. La banque s’épuise et cesse ses paiements. Law part pour l’exil en décembre[6].

- 9 mars : un édit supprime les charges prévôtales de la maréchaussée (ancêtre de la gendarmerie), qui est alors constituée en brigades établies chacune sur un secteur géographique, avant qu’un réel maillage du territoire ne soit réalisé en 1769[7].
- 11 mars : Law fait décider que la monnaie d’or cessera d’avoir cours le 1er mai[1].
- 13 mars : le Corps de doctrine sur la constitution Unigenitus est approuvé par les évêques de France réunis au Palais-Royal à Paris et un accommodement est conclu en conséquence[8].
- 22 mars : après la ruée des porteurs d’actions, à la suite des rumeurs d’inexistence d'or au Mississippi, la Bourse de la rue Quincampoix ferme[1].
- 26 mars :
  - exécution de Pontcallec à Nantes[3] à l’issue de l’affaire de Bretagne. Le soutien de l’Espagne aux aristocrates bretons révoltés provoque la loyauté du Parlement de Rennes envers la France. Les nobles bretons, Pontcallec à leur tête, sont isolés, puis arrêtés. Vingt d’entre eux sont condamnés à mort, dont 16 par contumace, sur ordre de la Chambre royale convoquée à Nantes par le régent. Pontcallec, Montlouis, Talhouët et du Couëdic sont décapités le 26 mars, place du Bouffay à Nantes[1].
  - le comte de Hornes est roué vif en place de Grève à Paris pour l'assassinat d'un agioteur le 22 mars[9].
- 21 mai : arrêts du contrôleur général des finances Law qui réduit autoritairement la valeur des actions de 9 000 à 5 000 livres et divise par deux la valeur des billets en circulation. Les mesures provoquent un mouvement de protestation et le 27 mai le Régent les annule[10].

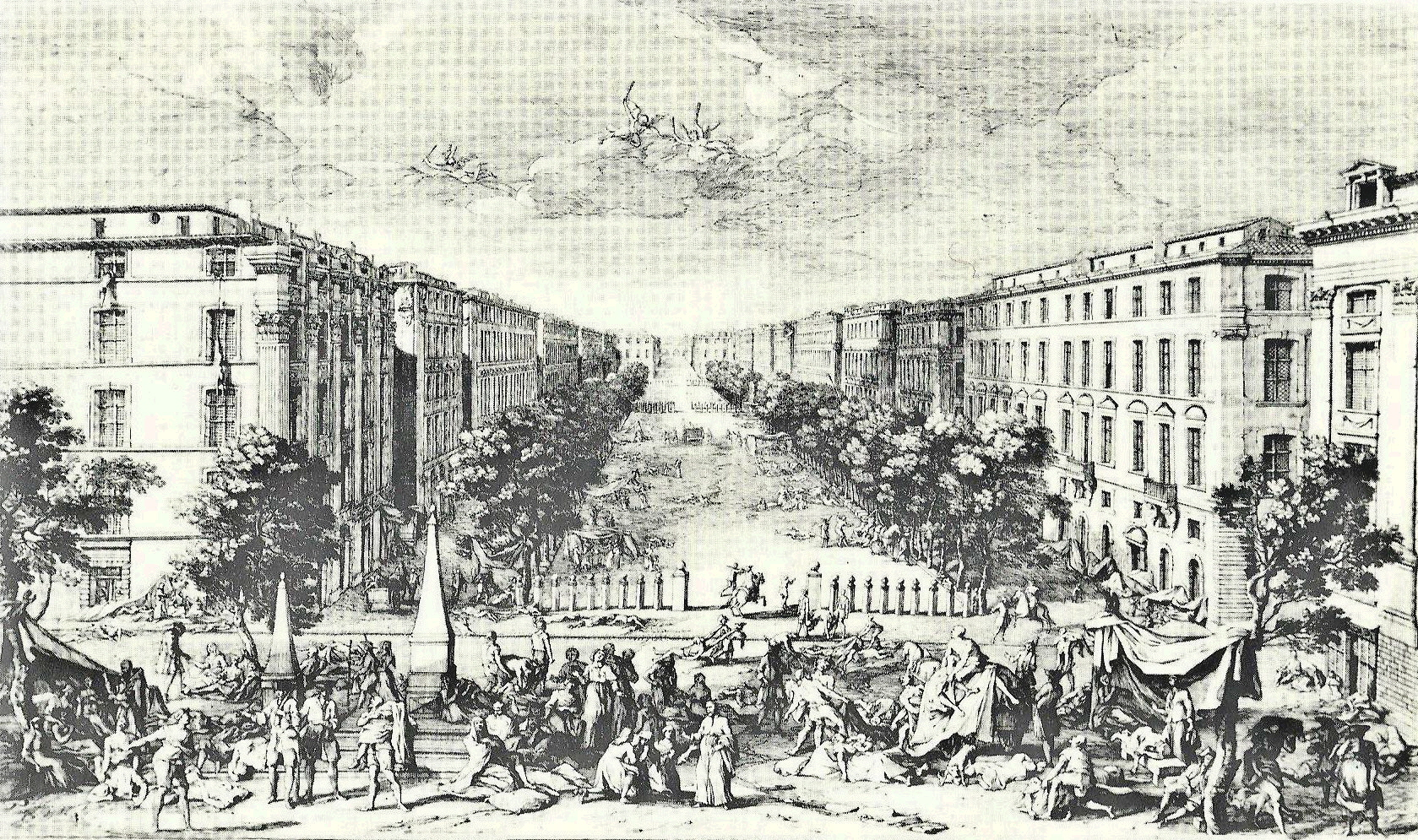
Gravure de Rigaud (1680-1754) effectuée selon une toile de Michel Serre représentant le Cours (actuellement cours Belsunce) pendant la peste de 1720 à Marseille.

- 25 mai : retour de la peste à Marseille et en Provence, venue du Levant (120 000 morts du 20 juin à l’été 1721, dont 45 000 à Marseille, soit 50 % de la population) avec le navire « Le Grand Saint-Antoine » chargé de soierie contaminées, une des dernières grandes manifestations de la maladie en Europe[11]. Un cordon sanitaire de troupes arrête la contagion dans la vallée du Rhône et le Languedoc. La peste n’est éradiquée qu’en janvier 1723.
- 29 mai : Law donne sa démission du contrôle général des finances et est assigné à résidence[3].

- 1er juin : l’interdiction de détention d’espèces métalliques est supprimée[10].
- 2 juin : retour de Law aux affaires[10].
- 3 juin : retour des rentes à 2,5 %[10].
- 12 juin : mise au service du 1er régiment de hussards dit Hussards de Bercheny créé par le comte hongrois Ladislas de Bercheny qui offre ce régiment au service de la France[12].

- 17 juillet : émeute de la rue Vivienne provoquant la mort de 15 personnes. Le système de Law s’effondre[1].
- 21 juillet : le Parlement de Paris est exilé à Pontoise[1].
- 26 juillet : incendie au palais du Mans[13].
- 31 juillet : le Parlement d’Aix ordonne la mise en place d’un cordon sanitaire autour de Marseille mais la peste a déjà franchi les murs de la ville[14]. La contagion atteint Aix le 9 août, Apt le 10 août, Pertuis le 25 septembre, Cucuron le 1er octobre, Martigues le 12 octobre, Toulon le 17 octobre, Carpentras dans le Comtat le 24 octobre, Arles et Tarascon le 17 décembre[11].

- 4 août, répression du Jansénisme : le Régent se rapproche des jésuites et applique la bulle Unigenitus Dei Filius[3].
- Août : édit portant création de huit millions de rentes perpétuelles au denier cinquante sur les tailles pour amortir les billets de la Banque royale[15].

- 10 octobre : un arrêt du Conseil d’État supprime la Banque royale et les billets de banque pour le 1er novembre. Le paiement des transactions économiques en métaux précieux est autorisé[10].
- 19 novembre : création à Paris d’un dépôt de cartes et de plans maritimes[16].
- 26 novembre : la peste atteint Arles[17].

- 4 décembre : le Parlement de Paris exilé à Pontoise enregistre l’Unigenitus de façon équivoque[3].
- 12 décembre : Félix Le Peletier de La Houssaye devient Contrôleur général des finances[3].
- 14 décembre : chute définitive de Law, qui quitte Paris[1].
- 16 décembre : retour du Parlement à Paris[1].
- 23 décembre : incendie de Rennes[1].